# 黄海化学工业研究社

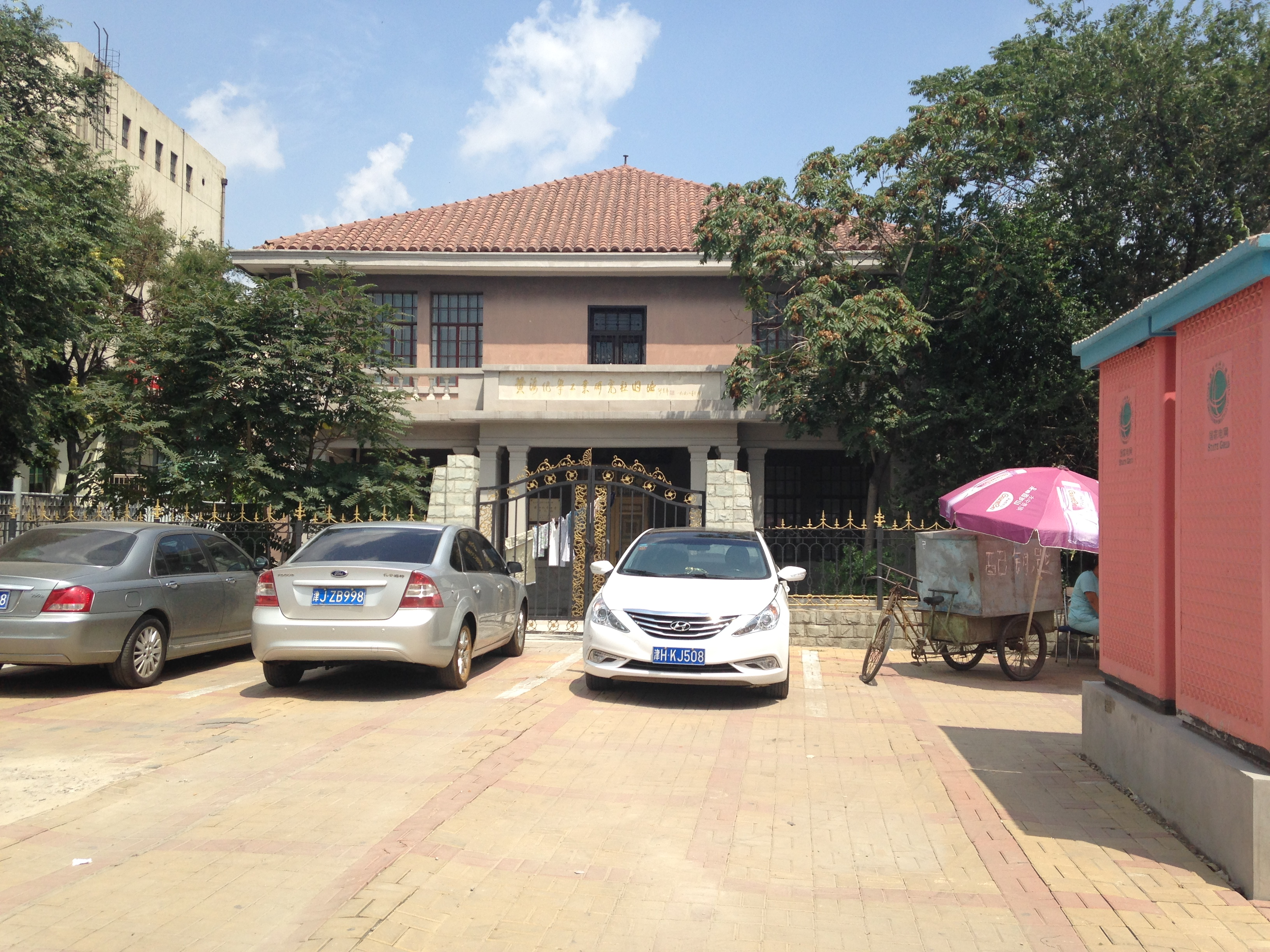
黄海化学工业研究社旧址

黄海化学工业研究社，1922年8月15日由孙学悟主持创办，是中国第一所私立化工研究机构，被誉为“中国化工研究机构的摇篮”，其前身是久大精盐公司的研究室，后来与1922年从久大剥离成为独立的研究单位，与久大精盐、永利碱厂共同组成中国化学工业的“永、久、黄”团体。中国科学院工业化学研究所就是在黄海化学工业研究社的基础上建立的。其旧址目前是天津市文物保护单位，也是天津滨海新区最为重要的工业遗产之一。

## 历史
李烛尘在赴内蒙古考察天然碱后与范旭东先生商议设立化学工业研究机构以扩大化工事业。1922年8月15日在范旭东先生的倡议下，久大精盐公司研究室从久大精盐公司剥离，并在此基础上创立了中国第一所私立化工研究机构——“黄海化学工业研究社”。关于黄海化学工业研究社的命名，范旭东先生曾说：
“我们把研究机构定名为‘黄海’，表明了我们对海洋的深情。我们深信中国未来的命运在海洋。”
黄海化学工业研究社在成立之初，主要是协助久大精盐公司、永利碱厂调查和分析原燃物料，对长芦盐场盐卤的应用进行实验，其次是为今后永利碱厂开拓新的产品在技术上打下基础。1928年起，黄海化学工业研究社用广东沿海的藻类为原料试制钾肥和碘。同年5月，又用山东博山的铝土页岩矿石为原料进行研究，并于1935年试炼出中国的第一块金属铝样品，并用将其铸成铝制飞机模型以纪念。1931年，黄海化学工业研究社成立菌学研究室，开展对酒精原料和酵母的研究，推动了中国菌学及酒精工业的发展。1937年七七事变以后，天津塘沽沦陷，黄海化学工业研究社在战时随久大精盐、永利碱厂一同迁往内陆地区并继续开展研究直至抗战结束。
1952年，黄海化学工业研究社经董事会全体董事和全体员工一致同意，将杜中一切财产和所有工作人员并归中国科学院，成为中国科学院工业化学研究所。

## 影视作品
2011年，中国大陆上映的电视剧《煮海》，纪念辛亥革命百年以及实业家范旭东、侯德榜和李烛尘等人创办久大精盐、永利碱厂和黄海化学工业研究社为代表的中国民族化工业。

## 相关著作
- （中文）赵津. . 天津: 天津人民出版社. 2010年11月1日. ISBN 7-80515649-2.